# Fontaine-sur-Ay

Fontaine-sur-Ay este o comună în departamentul Marne, Franța. În 2009 avea o populație de 331 de locuitori.